# 佐藤正久
佐藤正久（日语：／ Satō Masahisa，1960年10月23日—）是日本自由民主党政治人物，国会参议院议员。佐藤正久是福岛县人，毕业于日本防衛大學校应用物理专业，曾加入日本陸上自衛隊。在日本陆上自卫队服役期間，他擔任過日本自衛隊伊拉克復興支援群的指挥官。2007年以一等陸佐（上校）軍銜退休后，他于2007年首次当选参议院议员。

## 外部鏈接
- 官方网站